# Fågelön

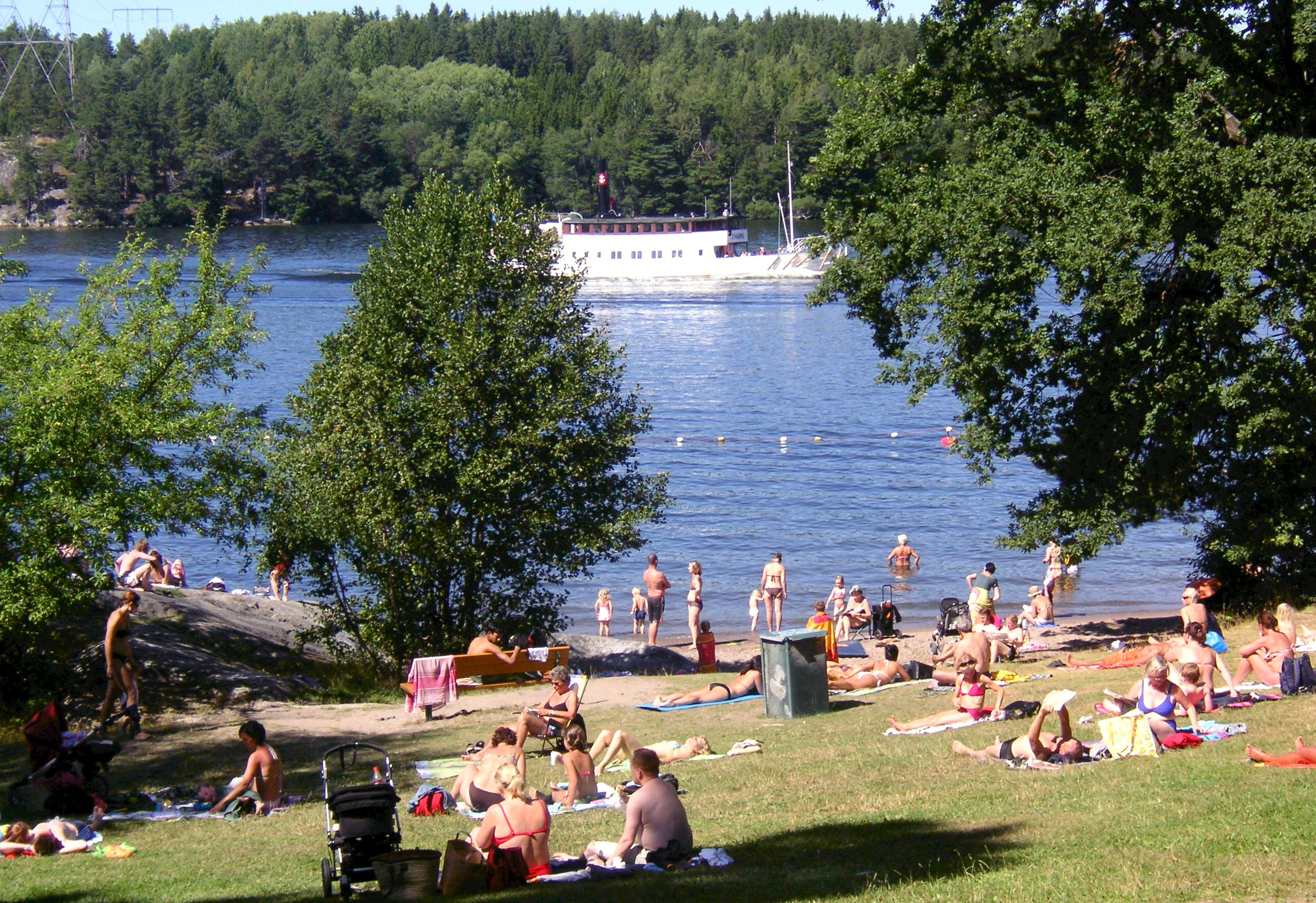
Mälarhöjdsbadet med Fågelön i bakgrunden.

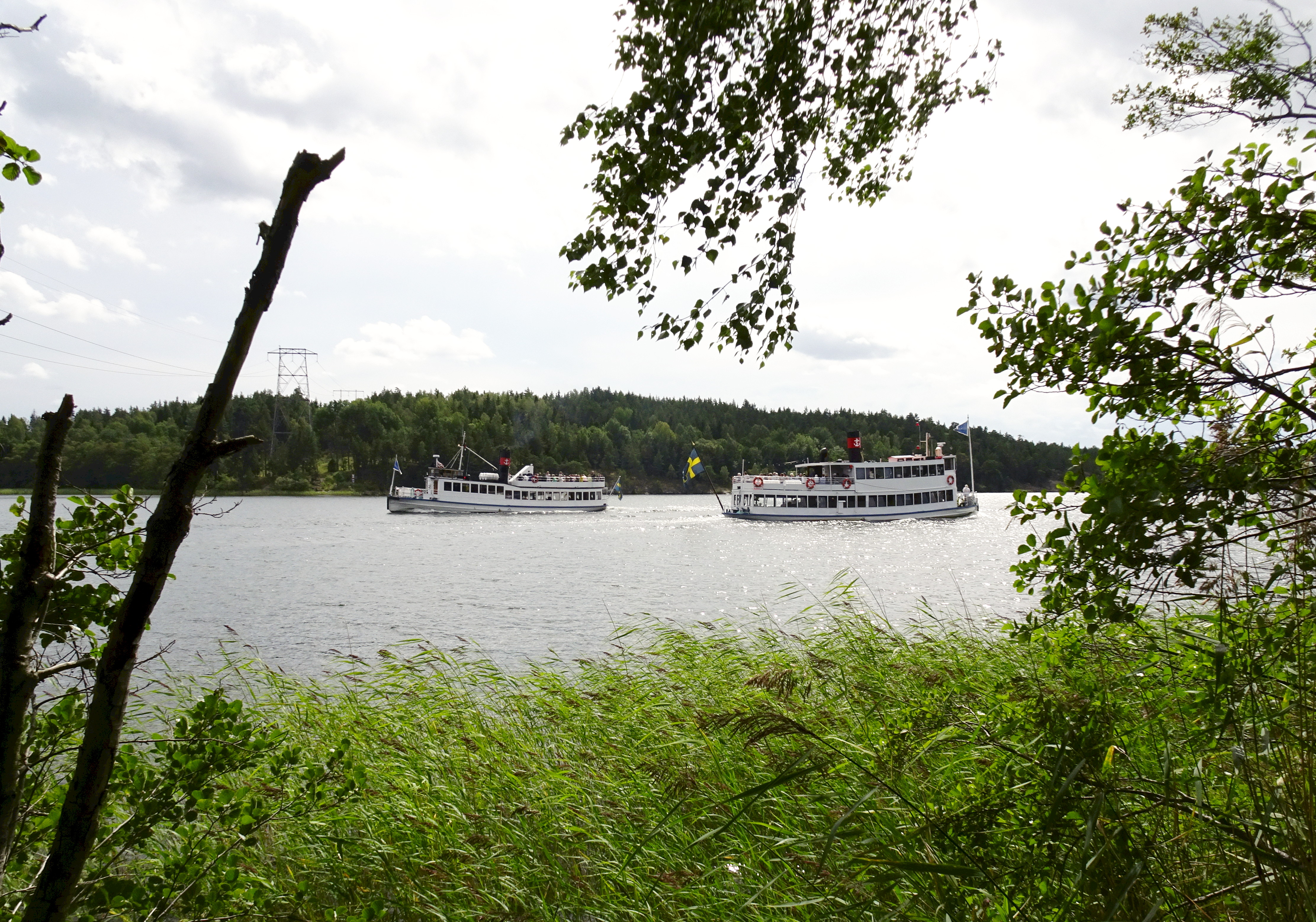
Fågelön sedd från Kärsön, 2016.

Fågelön är en ö i Mälaren (Östra Mälaren) i Lovö socken i Ekerö kommun, Stockholms län. 

## Beskrivning
Fågelön ligger nordost om Kungshatt och norr om Bredäng. Ön ägs av Statens fastighetsverk.  Fågelön saknar reguljära förbindelser till fastlandet och är endast tillgänglig med egen båt. På öns sydöstra sida ligger bebyggelsen Lillängen. Längs stranden öster om Lillängen finns ett område som i mitten av 1700-talet brukades som äng och som under 1800-talets slut odlades upp till åker, men har inte brukats som åker på lång tid. 

## Naturreservat
Sedan år 2014 är hela ön ett naturreservat som tillsammans med Kärsön och Lovön samt omgivande öar och holmar ingår i Lovöns naturreservat. I reservatet ingår även två allmänna farleder. Farleden 911 Riddarfjärden-Björkö-fjärden som går söder om Fågelön och farleden 912 Björnholmen-Lövholmen går öster om Lovön-Kärsön och norr om Fågelön.

## Närbelägna öar och holmar (urval)

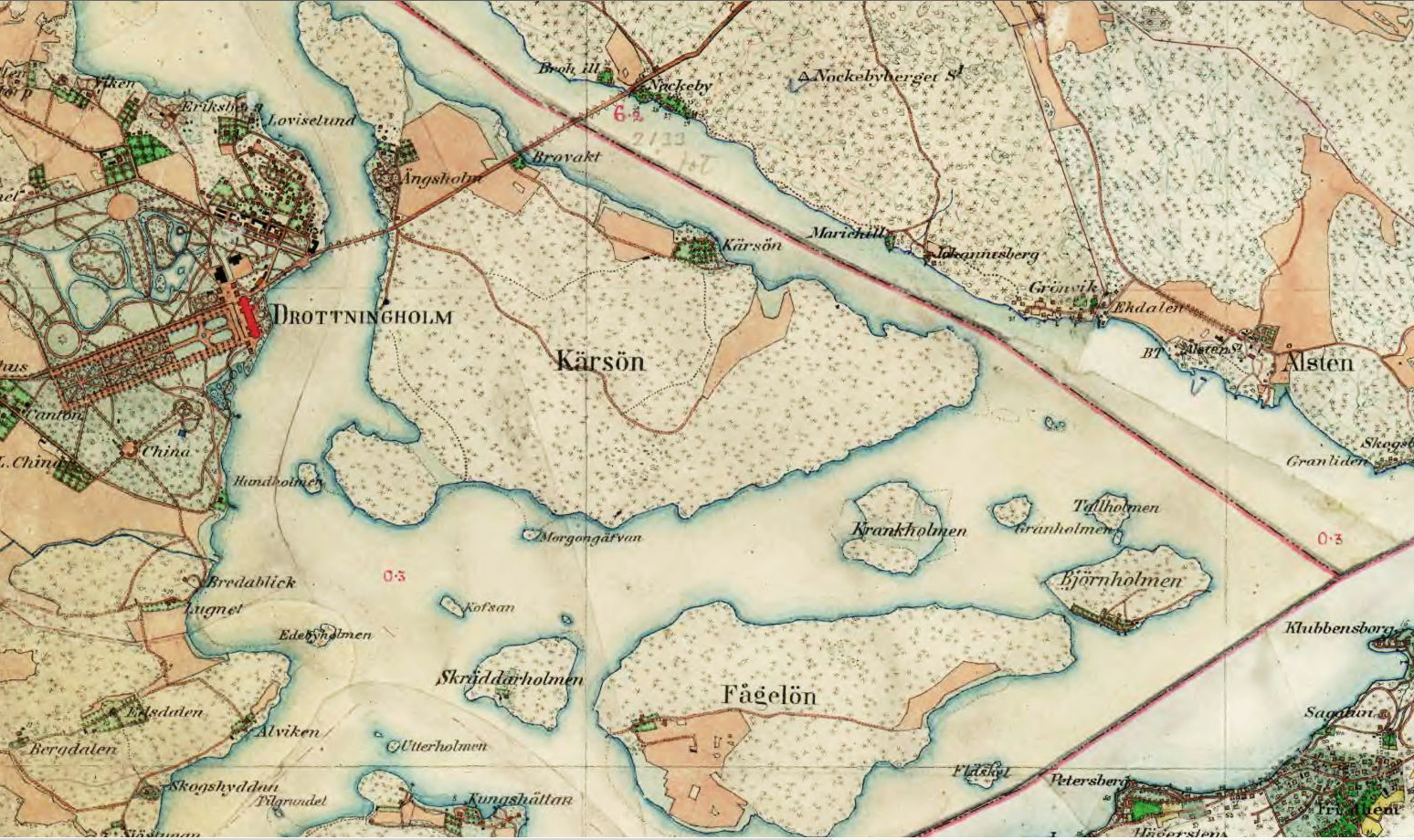
Öarna kring Fågelön på Häradsekonomiska kartan från 1901.

Norr om Fågelön:
- Kärsön
- Krankholmen
- Morgongåvan
- Tranholmen
- Tallholmen
- Karins ö

Öster om Fågelön:
- Björnholmen

Väster om Fågelön:
- Skräddarholmen
- Koffsan
- Utterholmen

Söder om Fågelön:
- Kungshatt
- Fläsket (alternativt Fläsklösa)